# アシアナ航空162便着陸失敗事故
アシアナ航空162便着陸失敗事故（アシアナこうくう162びんちゃくりくしっぱいじこ）とは、2015年4月14日に日本の広島空港で発生した韓国のアシアナ航空旅客機による航空事故である。

## 概要

事故機の挙動（概略図。クリックで拡大）

2015年4月14日20時5分頃(JST)、韓国の仁川国際空港発、広島空港行きのアシアナ航空162便（エアバスA320型機）が、広島空港へ東側（滑走路28）から広域航法(RNAV)による標準到着経路（STAR）方式で着陸する際、標準より低い高度で滑走路に接近し、滑走路手前325メートルの滑走路10（西側滑走路）用のローカライザのアンテナ（高さ6.4メートル）に接触した。
接触後、同機は着陸したが滑走路を南側に逸脱し、横滑りしてほぼ180度回転し、進入してきた東側を向いて滑走路横（南側）の芝生エリアに停止した。滑走路横のフェンスまでは十数メートルしかなかった。事故機はアンテナとの接触により、左右の主翼が損傷しエンジンカバーが脱落した。左水平尾翼は途中で折れ、左側エンジンから発煙があった。左右のエンジンにはアンテナが吸い込まれて全損状態であった。接触直後に推力を失ったと判断された。車輪も破損しており、牽引で移動できない状態であった。
事故時の空港周辺の天気は小雨で、風速は約1メートルであった。また、空港の南に霧が、東側にやや発達した雨雲が発生していた。事故の前日から大気の状態は不安定で、西から寒冷渦も接近していて気象庁は「雷と突風及び降ひょうに関する全般気象情報｣を数回出し注意を促していた。
空港運用上、発着便間隔によっては航空管制の流れもあり、前後の便で使用滑走路を変更すると、安全間隔をとる必要から、10分から15分程度余計に時間がかかる可能性や、後続の便にも空中待機の可能性があり、当時の広島空港は、前後で東側からの航空便が続いて風は北西からの微風が続いていたため、計器着陸装置(ILS)が設置されていない東からの進入着陸になったと報道されている。
乗客・乗員計81人（乗客73人、乗員8人）は全員が脱出用シューターで脱出し、徒歩で空港ターミナルビルへ退避した。脱出の際、乗務員らによる避難誘導は無く、開いたシューターを使って乗客同士が助け合って脱出した。この事故により、27人が負傷したが、1人を除いて即日帰宅。打撲傷で入院した1人も15日中に退院した。
国土交通省が航空事故と認定したことを受け、運輸安全委員会は、2015年4月15日に調査官を事故現場に派遣した。
着陸10分前の午後7時55分頃に機体が大きく揺れたという証言がある。
最終着陸時に滑走路端より東側にあったローカライザのアンテナを損傷していることから過度の低空進入になっていたことが推定され、着陸する航空機に対して滑走路への適切な進入角を指示するPAPIを操縦士が見落としていた可能性がある。PAPIが見落とされた原因として濃霧が部分的に発生していたのではとの指摘もあるが、アシアナ航空の山村明好安全担当副社長は「着陸可能な視界だったと聞いている」と明らかにした。
また、4月19日に放送された『報道ステーション SUNDAY』（テレビ朝日系列）へゲスト出演した元日本航空機長の杉江弘によると、今回の事故で破損したローカライザのアンテナは高さが6.4メートルあるが、アシアナ航空162便が不時着した滑走路は中央に向かって丘のように上っており、アンテナの高さは、航空機が通常使用する滑走路の着陸ゾーンとほぼ同じになるという。つまりアシアナ航空162便の機体は滑走路進入前から既に着陸時の高度まで下がっており、地面へ直接激突する寸前だったと指摘した。
運輸安全委員会の会見にて記者から、事故当時の空港東側の気象状況で地形的に下降気流（ダウンバースト）が発生していた可能性についての質問が出た際、調査官は「広島空港の特性からして充分これから調査するに値する。まさしくその点は調査の的になるのではと思っている。可能性としては、下降気流もあったかもしれない。」と答えている。
しかし事故直前に気象が局地的に急変したにもかかわらず危険を回避した形跡がないため、夕刊フジは4月21日付の記事に「事故は機長が「最終判断」を誤ったとの見方が強まりつつある」と記した。
事故発生から約1か月後の5月13日、運輸安全委員会はフライトレコーダーの分析の結果、機長は着陸前の操作で自動操縦から手動操縦に切替えた後、通例より低い高度で進入し、機体がアンテナに接触する2秒前に着陸のやり直しを試みていたことを公表した。
2020年1月10日、広島県警察は、いずれも韓国籍で、機長だった男性（52）と副操縦士だった男性（40）を刑法211条（業務上過失致死傷罪）及び航空の危険を生じさせる行為等の処罰に関する法律（航空危険行為処罰法）違反の容疑で広島地検に書類送検したが、2021年1月15日、検察は証拠不十分として不起訴処分とした。

## 原因
2016年11月24日、運輸安全委員は航空事故調査報告書を公表した。それによると、同機が着陸進入中、滑走路が着陸決心高度を下回った後に滑走路が見えなくなったにもかかわらず、すぐさまゴーアラウンドのコールをせず、何も見えないまま進入を継続したことが原因とされた。
また、機長は元々滑走路10へのILS進入を想定していたが、降下中に滑走路28へのRNAV進入に変わったため、アプローチブリーフィングが規定通り行われなかった事なども可能性として挙げられた。

## 影響

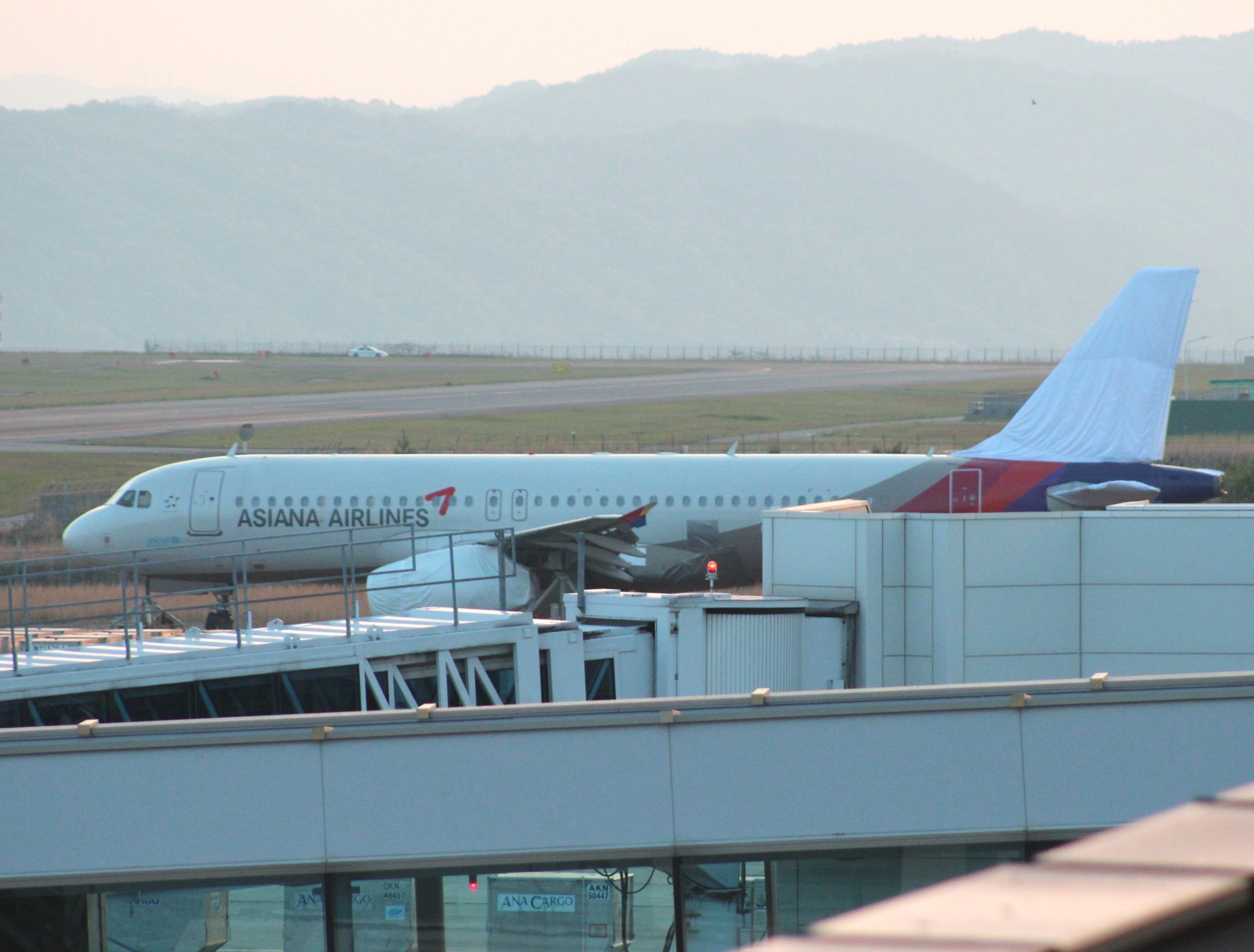
広島空港に留置された事故機

本事故により広島空港のILSが著しく破損した上、事故発生直後に滑走路が閉鎖された。このため当夜の羽田発広島行の日本航空（JAL）JL267便と全日本空輸（ANA）NH687便の2便が羽田へ引き返し、3便がダイバートするなどの影響が生じた。4月15日、16日も引き続き滑走路閉鎖の影響により、広島空港を発着する全便が欠航となった。ANAは、翌日の運航から広島空港に近い岩国空港発着便の機材を大型機に変更することで座席数を確保し、岩国・岡山発着便への振替を行った。また、事故時点で広島空港内にANAのボーイング787-8（機体記号：JA818A）とアイベックスエアラインズのボンバルディア CRJ100LR （機体記号：JA02RJ）が共に一機ずつ駐機中であり、事故に伴う滑走路閉鎖によって広島空港に閉じ込められる事態となった。
また、広島・山口と関東・東北・北海道方面を結ぶ郵便や、関東で販売している八天堂のパンの出荷に影響が出た。
国土交通省は4月16日に、翌17日午前7時30分（JST）からの広島空港運用再開を決定した。事故機が滑走路脇に残されているが、内側転移表面（1/3勾配）が確保される場合に条件付滑走路運用が認められる国際基準に則り、内側転移表面から事故機までの余裕高が約7.9メートルあることをもって、有視界気象状態（地上視程が5000メートル以上、雲の高さが300メートル以上）の条件付滑走路運用で、かつ、VOR、RNAV運航は可能だが、ILS運航は不可（施設が損傷しているので実態としても不可）となっている。また、国土交通省は滑走路の東側の進入灯は65個のうち17個が破壊されたため、誤認しないよう消灯した。ILS装置については1か月後を目処に視界が550メートル以上あれば着陸できる仮設のILS装置を設け、ILS装置の事故前の状態への完全復旧には7 - 8か月かかる見込みであるとして、霧の出やすい広島空港では「何割飛べるかは天気次第」とする暫定運用で再開するとした。

### 運用再開後の影響
前述のとおり、事故機が滑走路脇に残されたことやILSが破損したことなどに伴う運用制限によって、滑走路の再開後も長らく運航に影響が出た。再開から2日後の19日には国内線・国際線ともに全便が欠航、20日もほぼ全便欠航となった。運航が通常時に比べて不確実になる状況を鑑み、ANA、JAL、アイベックスエアラインズは4月24日まで広島空港発着便の航空券の予約変更、近隣の空港発着便へ振替、払戻を可能とする措置をとり、春秋航空日本は予約変更・払戻可能とする措置をとっている。ANAでは4月20日など事前に終日欠航が見込まれる日に、羽田 - 岩国間に2往復4便の臨時便を運航した。また、岩国空港を管理するアメリカ海兵隊は岩国発着便の便数増加を暫定的に認可した。
事故から11日後となる4月25日深夜から翌26日早朝にかけて、残置されていた事故機が滑走路脇から撤去され（#事故機の節も参照）、26日から運航に関する気象条件が「滑走路方向の視程が1600メートル以上（雲の高さの要件なし）」に緩和された。5月5日、仮設ILSによるカテゴリーI運用を再開したことにより、滑走路視程は550メートル以上に緩和された。なお常設ILSは同年9月15日にカテゴリーIIIaで暫定復旧し、9月19日に元のカテゴリーIIIbでの運用が再開された。

## 事故機
当該機体はエアバスA320-232（機体記号：HL7762、製造番号：3244、定員：156名）で、2007年8月にエアバス社からアシアナ航空へ引き渡された。事故時点での機齢は7.6年だった。
アシアナ航空162便は、通常エアバスA321で運航されていたが、事故の日はエアバスA320へ機材変更となっており、当日は仁川-米子空路を往復した後に広島線に投入されており、いずれの便も同じ乗務員構成であった。

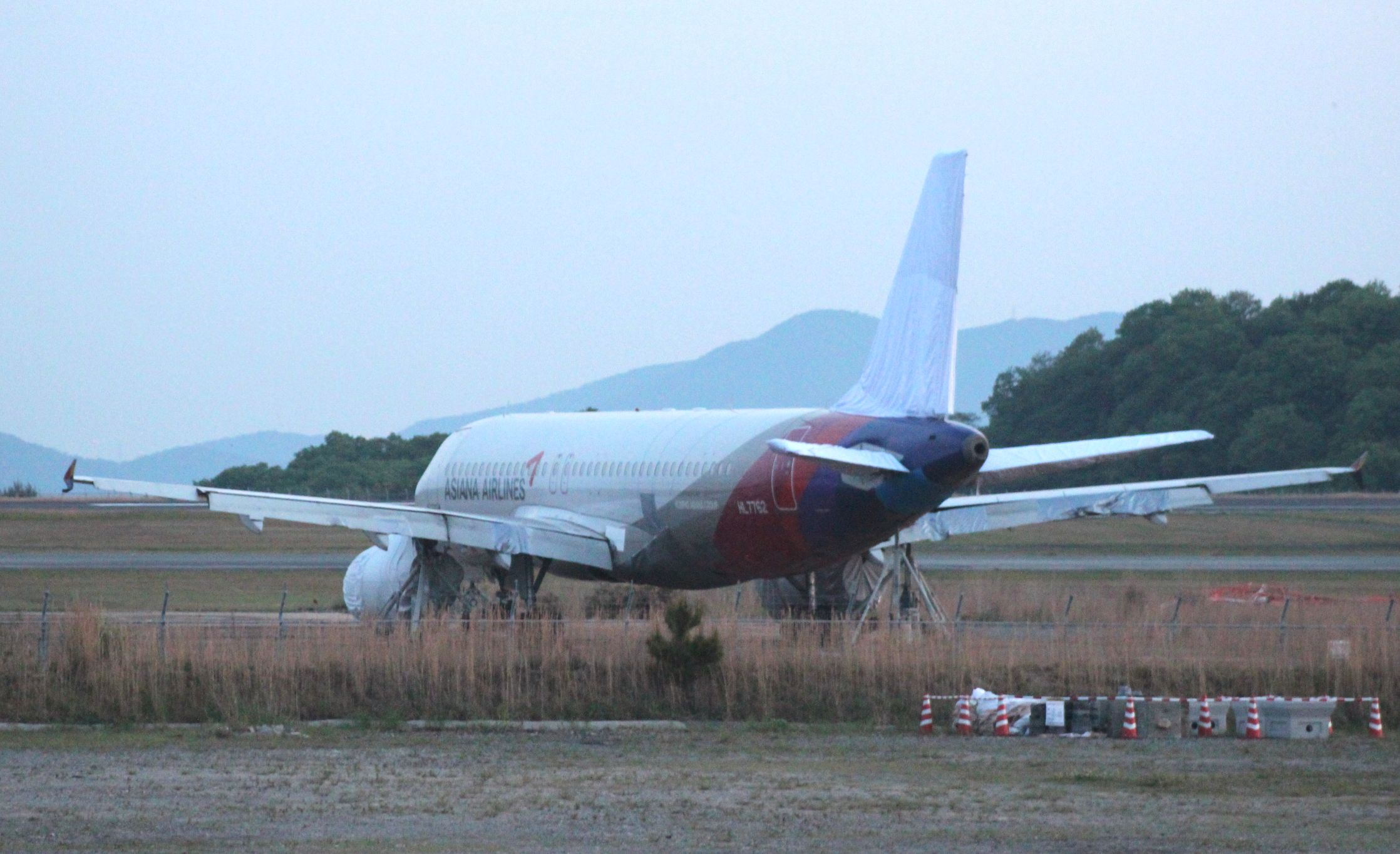
撤去後草地に留置されている機体

機体は14日夜の事故後から約11日間にわたって滑走路脇の緑地帯に残置され、広島空港の営業の障害となっていたが（#影響の節も参照）、4月25日の深夜から26日未明にかけて、駐機場西側にある草地へ移動する作業が行われた。脚などを損傷し機体が牽引移動できない状態のため、クレーンと台車を利用して移動が行われた。また、日本航空が燃料の抜き取りなどの支援を実施した。事故機は大修理を要する状態になっているという。
2015年5月1日時点で、アシアナ航空機側が「事故機を解体するのか、修理して飛ばすのか、明確な態度を示していない」ため、地元の産業関係者により「事故機をどうするのか。空港に置きっぱなしだとイメージが悪く、“負の遺産”になりかねない」と心配されていた。
6月12日に運輸安全委員会の機体保全命令が解除。7月11日より解体・撤去作業が始まり、7月24日までに完了した。足場などの撤去は7月29日ごろまでかかる見通しとされた。

## 乗員・乗客
事故当時、162便には73名の乗客と8名の乗員（操縦士2名、客室乗務員5名、整備士1名）が搭乗していた。
機長の飛行時間は8,233時間、副操縦士の飛行時間は1,583時間であり、アシアナ航空側は「ベテランの機長だった」としている。事故後、広島空港事務所は、脱出した操縦士と接触が取れておらず、居場所も把握していないことが発表された。
乗客の国籍は以下のとおり。
| 国籍           | 人数 |
| -------------- | ---- |
| 日本           | 46   |
| 中国           | 9    |
| 韓国           | 8    |
| カナダ         | 2    |
| アメリカ合衆国 | 2    |
| インドネシア   | 2    |
| フィリピン     | 1    |
| ロシア         | 1    |
| ベトナム       | 1    |
| シンガポール   | 1    |
| 合計           | 73   |

## アシアナ航空と韓国政府の対応
この事故を受けアシアナ航空は、対策本部を設置するとともに、翌15日未明に役職員37名で構成される「事故収拾班」を広島空港に派遣した。また韓国国土交通部も、今回の事故に対する調査権限はないものの、原因究明に協力するためとして、韓国の航空・鉄道事故調査委員会(ARAIB)から8名の調査員を派遣することを表明した。広島空港は事故により滑走路が閉鎖されていたため、アシアナ航空職員37名と国土交通部の調査団8名は同社のソウル発福岡行き特別便にて日本へ派遣された。
2013年7月に発生したアシアナ航空214便着陸失敗事故をうけて、アシアナ航空は安全管理体制を強化するため、安全保安室長を担当する副社長として2013年12月1日付に招聘任命された全日本空輸（ANA）出身の山村明好が4月16日に広島空港内で会見し、「あってはならない事故。心よりおわび申し上げます」などと謝罪し、事故当時に操縦していたのは韓国人機長で事故当時の視界について「着陸可能だったと聞いている」として、「視程が現在の段階では着陸可能なミニマム以上の視程であったと聞いています。進入角度が規定されてまして、進入角度によりますと正常ではなかった」とし、航空機が滑走路に進入した角度は正常ではなく低かったと説明した。
4月17日、太田昭宏国土交通大臣は韓国の航空当局に対しアシアナ航空の安全運行について適切な監督を要請し、アシアナ航空に対し「極めて残念で非常に重大な事態と認識している」と述べ、原因究明と、再発防止策を報告するよう求めた。また、同じ4月17日には来日したアシアナ航空社長の金秀天が広島県庁を訪問して高垣広徳副知事と面会し、「お客様や関係者にご迷惑をかけ、申し訳ありませんでした」と謝罪し、「安全を確保したうえで、5月1日以降に広島便の運航を再開する予定」と述べ、「広島との深いつながりを感じている。安全には万全を期す」と語った。

## 類似の事故
この事故のわずか3週間程前にカナダのハリファックス空港でエア・カナダ624便着陸失敗事故が発生していた。エア・カナダ624便の場合も使用機材はエアバスA320だった。不時着時に空港の送電線を破損させ、空港が停電する事態となったが，停電は事故から90分後に復旧したため、その後の影響は少なかった。事故原因として視界不良が疑われた。
事故機はアシアナ航空162便と同様に大破し、修復不能と判断されたために退役した。ただし、エア・カナダ624便の事例でも幸運なことに死者を出さずに済んでいる。

### 補足
1. 1 2  コードシェアで全日空6986便、エア・カナダ6990便、ターキッシュ エアラインズ8088便でもあった[1][2]。
2. 1 2 3  国土交通省は事故発生当時、乗客数を74人と発表していた[3]。
3. 1 2  運輸安全委員会[4]およびアシアナ航空（4次・2015年4月15日20時40分発表）[5]の発表数字。NHKの2015年4月16日12時台の報道では、25人の負傷としている[6]。
4. ↑  客室乗務員も「扉が開かない」とパニック状態に陥っていたという[12]。
5. ↑  ANA NH1272（新千歳空港発広島行き）が神戸空港へ[26]、MU293（上海浦東国際空港発広島行き）が関西国際空港へ[27]、CI112（台湾桃園国際空港発広島行き）は福岡空港へ[28]とダイバートされた。
6. ↑  19日時点では台北発の広島行きは「翌日運航」とされていたが、後述の通り20日もほぼ全便が欠航となるような雨だったため、結果的にこの便も欠航となった[40]。
7. ↑  台北発の到着便1本のみが運航。